# Brooklyn
Brooklyn – jeden z pięciu okręgów (boroughs) Nowego Jorku oraz jednocześnie hrabstwo w stanie Nowy Jork, o nazwie Kings County. W 2019 roku liczył ok. 2 559 903 mieszkańców, co daje największą populację ze wszystkich okręgów Nowego Jorku.
Wcześniej Brooklyn był oddzielnym miastem (do 1898 r.), rozwinął się z małej osady położonej nad East River, którą założyli Holendrzy, nazywając ją „Breuckelen” (od miasta w Holandii o nazwie Breukelen).
Hrabstwo Kings, pokrywające się granicami z Brooklynem, jest hrabstwem z największą liczbą mieszkańców w USA. Zostało tak nazwane na cześć króla angielskiego Karola II.
Brooklyn bywa nazywany miastem drzew albo też miastem domów. Bierze się to z tego, że dzielnica ta jest „sypialnią” dla mieszkańców, którzy pracują na Manhattanie, a na Brooklynie mieszkają. Natomiast „miasto drzew” wzięło się z dużej liczby parków znajdujących się w tej dzielnicy.

## Położenie
Brooklyn jest położony w zachodniej części Long Island. Granicę lądową posiada jedynie z Queens na płn.-wsch. Najbardziej na zachód położony jest akwen Newtown Creek, przez który przechodzą mosty im. Kościuszki i Pułaskiego, wpada on do East River. Najwyższym punktem Brooklynu jest Prospect Park, który mierzy 200 metrów. Powierzchnia hrabstwa wynosi około 251 km². Brooklyn posiada połączenia z:
- Manhattanem – mosty Williamsburg, Manhattan i Brooklyn Bridge oraz tunel Brooklyn–Battery Tunnel(inne języki).
- Staten Island – most Verrazano-Narrows

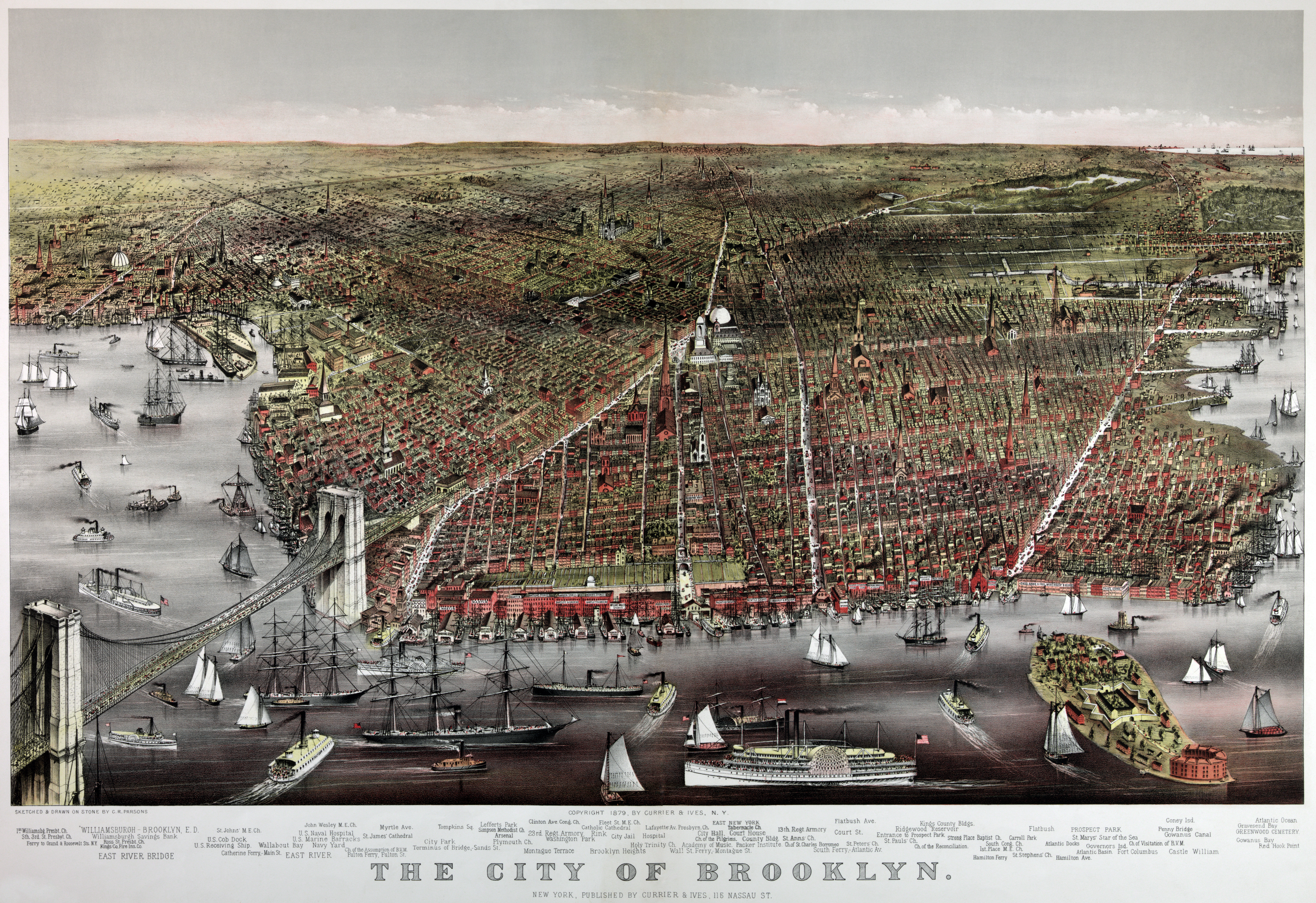
Mapa z 1879

## Historia
Obecny Brooklyn wziął swój początek z sześciu miasteczek, które założyli Holendrzy. Były to:
- Gravesend: założone w 1645 r. przez potomków anabaptystów na podstawie zezwolenia Holendrów.
- Brooklyn Heights: jako „Breuckelen” założony w 1646 r., po którym dzielnica wzięła swą nazwę.
- Flatlands: jako „Neuwe Amersfoort” założone w 1647 r.
- Flatbush: jako „Midwout” założone w 1652 r.
- New Utrecht: założony w 1657 r., nazwę swą wziął z miasta Utrecht w Holandii.
- Bushwick: jako „Boswijk” założone w 1661 r.

Po pokonaniu Holendrów Anglicy połączyli osady w hrabstwo o nazwie Kings w 1664 r., które stało się częścią angielskiej kolonii Nowy Jork.
27 sierpnia 1776 r. odbyła się tu bitwa znana jako bitwa na Long Island, która była pierwszym wielkim starciem w czasie amerykańskiej wojny o niepodległość. Brooklyn rozwijał się głównie dzięki wspaniałej prosperity jaka panowała w tym czasie na Manhattanie osiągając w połowie XIX w. pozycję trzeciego najbardziej zaludnionego miejsca w USA.
W 1898 r. większość mieszkańców Brooklynu, który do tej pory był oddzielnym miastem, opowiedziała się za przyłączeniem do Nowego Jorku stając się jego piątą dzielnicą. Mimo tego Brooklyn zachował status hrabstwa.

## Mieszkańcy
Brooklyn nie jest jednolity ani etnicznie, ani jako zwarta aglomeracja. Można go podzielić na wiele części zarówno ze względu na zamożność mieszkańców, zabudowę czy przynależność etniczną. Na przykład Borough Park zamieszkuje społeczność żydowska, Bedford-Stuyvesant – Afroamerykanie, Bensonhurst – Włosi, Greenpoint – Polacy, Sunset Park – Latynosi, Brighton Beach i Sheepshead Bay natomiast Rosjanie.
Większa część Brooklynu to dzielnice mieszkaniowe. Brooklyn staje się także pierwszym miejscem pobytu dla większości imigrantów, którzy kierują swe kroki do Nowego Jorku, co sprawia, że zachodzą tu ciągłe zmiany – zarówno pod względem etnicznym, jak i kulturowym.

## Jednostki administracyjne Brooklynu
Brooklyn dzieli się na 18 jednostek organizacyjnych (tzw. „community boards”), są to:
- Williamsburg, Greenpoint (skupisko Polonii nowojorskiej)
- Downtown Brooklyn(inne języki), Brooklyn Heights(inne języki), Fulton Mall, Boerum Hill(inne języki), Fort Greene(inne języki), Brooklyn Navy Yard, Fulton Ferry i Clinton Hill(inne języki)
- Bedford-Stuyvesant, Stuyvesant Heights(inne języki) i Ocean Hill(inne języki)
- Bushwick
- East New York, Cypress Hills, Highland Park, New Lots, City Line(inne języki) i Starrett City(inne języki)
- Carroll Gardens(inne języki), Park Slope(inne języki), Gowanus(inne języki) i Cobble Hill(inne języki)
- Sunset Park(inne języki) i Windsor Terrace
- Crown Heights, Prospect Heights(inne języki) i Weeksville
- Crown Heights, Prospect Lefferts Gardens(inne języki) i Wingate
- Bay Ridge(inne języki), Dyker Heights(inne języki) i Fort Hamilton(inne języki)
- Bath Beach(inne języki), Gravesend(inne języki), Mapleton i Bensonhurst
- Borough Park, Kensington, Ocean Parkway i Midwood(inne języki)
- Coney Island, Brighton Beach, Bensonhurst, Gravesend(inne języki) i Seagate
- Flatbush(inne języki), Midwood(inne języki), Kensington i Ocean Parkway
- Sheepshead Bay(inne języki), Manhattan Beach(inne języki), Kings Bay, Gerritsen Beach(inne języki), Kings Highway, East Gravesend, Madison, Homecrest(inne języki) i Plum Beach
- Brownsville i Ocean Hill(inne języki)
- East Flatbush(inne języki), Remsen Village(inne języki), Farragut, Rugby, Erasmus i Ditmas Village
- Canarsie(inne języki), Bergen Beach(inne języki), Mill Basin(inne języki), Flatlands(inne języki), Marine Park(inne języki), Georgetown, i Mill Island

## Gospodarka
Na rynek pracy Brooklynu wpływają trzy główne czynniki: stan gospodarki Stanów Zjednoczonych i Nowego Jorku, przemieszczanie się ludności oraz pozycja tej gminy miejskiej (jednostki administracyjnej) jako zaplecza pracowniczego dla innych gmin miejskich Nowego Jorku. Około 44 procent mieszkańców Brooklynu jest zatrudnionych na terenie gminy, ale aż ponad połowa pracuje poza jej granicami. W związku z powyższym warunki ekonomiczne panujące w innych gminach miejskich Nowego Jorku – przede wszystkim na Manhattanie – mają kluczowe znaczenie dla mieszkańców Brooklynu, którzy poszukają pracy. Godnym podkreślenia jest duża międzynarodowa imigracja do Brooklynu, która generuje miejsca pracy w usługach, handlu oraz w budownictwie.

## Kultura i sztuka

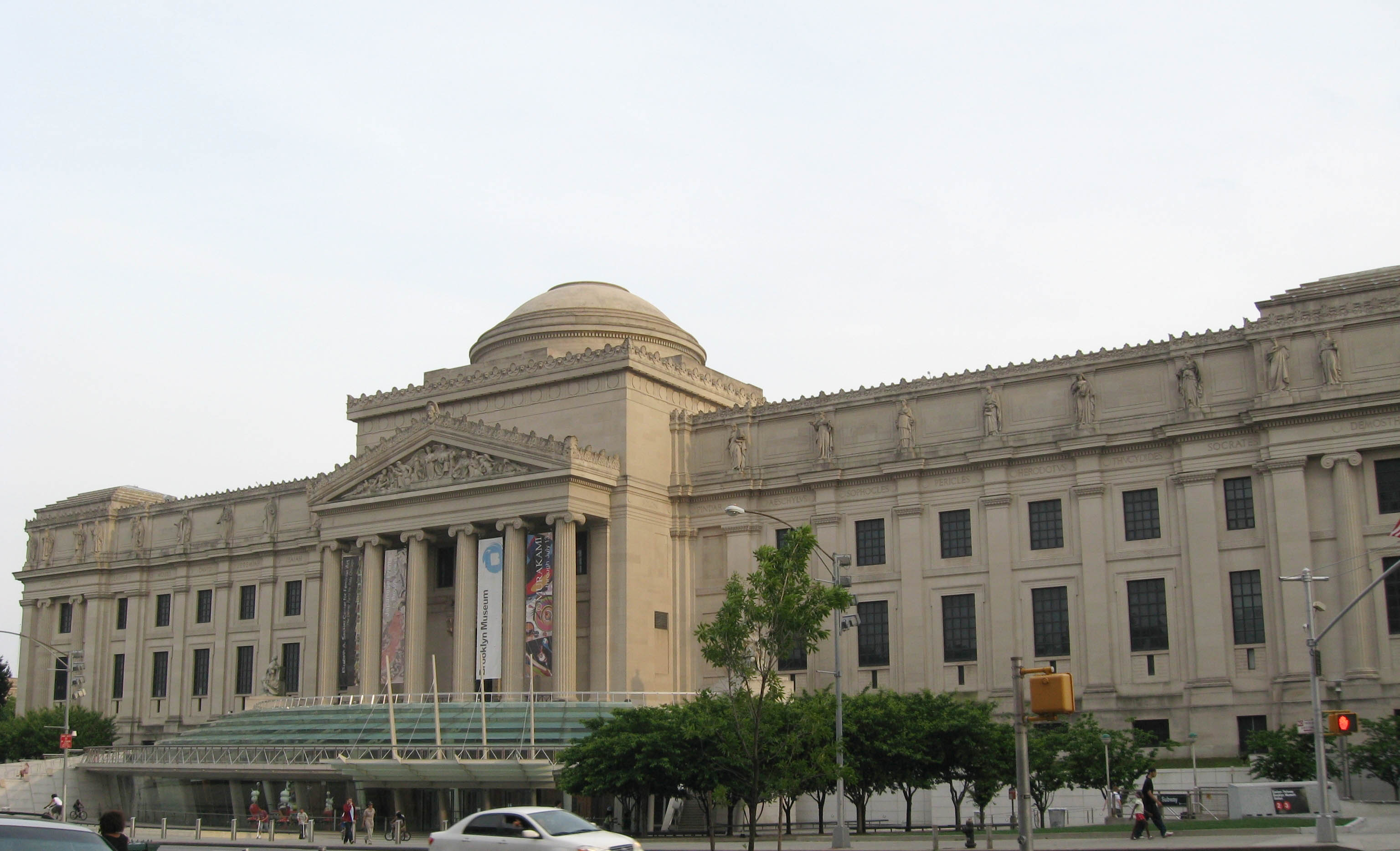
Brooklyn Museum

W dzielnicy znajduje się słynne Brooklyn Museum (Muzeum w Brooklynie) – jedno z najstarszych i największych muzeów sztuki w Stanach Zjednoczonych. Jego powierzchnia całkowita wynosi 52 025 m² (drugie co do wielkości muzeum w Nowym Jorku).
Równie znany jest ogród botaniczny – Brooklyn Botanic Garden, stanowiący zieloną wyspę wśród zurbanizowanego, nowojorskiego krajobrazu. W założonym na przełomie XIX i XX w. ogrodzie znaleźć można ponad 14 tys. gatunków roślin. Na 21 hektarach ukrytych jest wiele „ogrodów w ogrodzie”, oranżerii, małej botanicznej architektury czy specjalistycznych kolekcji roślin. Odwiedzający, w liczbie około milion osób rocznie, mogą relaksować się wśród 200 drzew wiśni, w ogrodzie japońskim, ogrodzie różanym, ogrodzie rodzimych roślin amerykańskich, ogrodzie szekspirowskim (jest tam ponad 80 roślin znanych z dramatów angielskiego twórcy), ogrodzie dla osób niewidomych (z podpisami w alfabecie Braille’a) czy ogrodzie wodnym (z roślinami z terenów podmokłych i nadrzecznych).

### Sztuka filmowa
- Na Brooklynie mieszkają główni bohaterowie filmu Super Mario Bros.
- Przede wszystkim na Brooklynie rozgrywa się akcja serialu Dwie spłukane dziewczyny.

## Współpraca
- Anzio, Włochy
- Gdynia, Polska[9]
- Beşiktaş, Turcja
- Leopoldstadt, Austria
- London Borough of Lambeth, Wielka Brytania
- Bene Berak, Izrael